# Aspredinichthys
Aspredinichthys är ett släkte av fiskar. Aspredinichthys ingår i familjen Aspredinidae.
Kladogram enligt Catalogue of Life:
| Aspredinichthys | \| \| Aspredinichthys filamentosus \| \| \| \| \| \| Aspredinichthys tibicen \| \| \| \| |
|                 | \| \| Aspredinichthys filamentosus \| \| \| \| \| \| Aspredinichthys tibicen \| \| \| \| |
|                 | Acanthobunocephalus                                                                      |
|                 |                                                                                          |
|                 | Amaralia                                                                                 |
|                 |                                                                                          |
|                 | Aspredo                                                                                  |
|                 |                                                                                          |
|                 | Bunocephalus                                                                             |
|                 |                                                                                          |
|                 | Dupouyichthys                                                                            |
|                 |                                                                                          |
|                 | Ernstichthys                                                                             |
|                 |                                                                                          |
|                 | Hoplomyzon                                                                               |
|                 |                                                                                          |
|                 | Micromyzon                                                                               |
|                 |                                                                                          |
|                 | Platystacus                                                                              |
|                 |                                                                                          |
|                 | Pseudobunocephalus                                                                       |
|                 |                                                                                          |
|                 | Pterobunocephalus                                                                        |
|                 |                                                                                          |
|                 | Xyliphius                                                                                |
|                 |                                                                                          |
|                 | Aspredinichthys filamentosus                                                             |
|                 |                                                                                          |
|                 | Aspredinichthys tibicen                                                                  |
|                 |                                                                                          |

|  | Aspredinichthys filamentosus |
|  |                              |
|  | Aspredinichthys tibicen      |
|  |                              |